# Jason McEndoo
Jason McEndoo (25 febbraio 1975) è un ex giocatore di football americano statunitense che ha militato nel ruolo di centro nella National Football League (NFL).

## Carriera
McEndoo fu scelto nel corso del settimo giro del draft NFL 1998 dai Seattle Seahawks. Vi giocò per una sola partita nella sua stagione da rookie. Fu svincolato il 5 settembre 1999.
Sposato per meno di un mese nel 1996, McEndoo e sua moglie Michelle rimasero coinvolti in un incidente automobilistico in cui lei rimase uccisa. Il veicolo era guidato dal compagno Ryan McShane, che apparentemente si addormentò al volante. I tre stavano tornando dalla festa di matrimonio di un compagno di squadra a Tacoma.